# The Game Awards 2016
The Game Awards 2016 – gala, podczas której przedstawicielom branży gier komputerowych przyznano The Game Awards. Miała miejsce 1 grudnia 2016 roku. Odbyła się w Microsoft Theater w Los Angeles. Podobnie jak poprzednie edycja była prowadzona przez dziennikarza Geoffa Keighley’ego. Tytuł najlepszej gry otrzymał Overwatch, natomiast najlepszym studio został wybrany Blizzard Entertainment.

## Nagrody i nominacje
Źródło

### Nagrody jury
| Gra roku | Deweloper roku |
| --- | --- |
| - Overwatch – Blizzard Entertainment - Doom – id Software - Inside – Playdead - Titanfall 2 – Respawn Entertainment - Uncharted 4: Kres złodzieja – Naughty Dog                                                                  | - Overwatch – Blizzard Entertainment - Battlefield 1 – EA DICE - Doom – id Software - Titanfall 2 – Respawn Entertainment - Uncharted 4: Kres złodzieja – Naughty Dog |
| Najlepsza fabuła | Najlepsze efekty wizualne |
| - Uncharted 4: Kres złodzieja – Naughty Dog - Firewatch – Campo Santo - Inside – Playdead - Mafia III – Hangar 13 - Oxenfree – Night School Studio                                                                               | - Inside – Playdead - Abzû – Giant Squid - Firewatch – Campo Santo - Overwatch – Blizzard Entertainment - Uncharted 4: Kres złodzieja – Naughty Dog |
| Najlepsza muzyka/ścieżka dźwiękowa | Najlepszy występ |
| - Doom – id Software - Battlefield 1 – EA DICE - Inside – Playdead - Rez Infinite – United Game Artists - Thumper – Drool | - Nolan North jako Nathan Drake – Uncharted 4: Kres złodzieja - Alex Hernandez jako Lincoln Clay – Mafia III - Cissy Jones jako Delilah – Firewatch - Emily Rose jako Elena Fisher – Uncharted 4: Kres złodzieja - Rich Sommer jako Henry – Firewatch - Troy Baker jako Sam Drake – Uncharted 4: Kres złodzieja |
| Najbardziej wpływowa gra | Najlepsza gra niezależna |
| - That Dragon, Cancer – Numinous Games - Block’hood – Plethora Project - Orwell – Osmotic - Sea Hero Quest – Glitchers - 1979 Revolution: Black Friday – iNK Stories                                                             | - Inside – Playdead - Firewatch – Campo Santo - Hyper Light Drifter – Heart Machine - Stardew Valley – ConcernedApe - The Witness – Thekla, Inc. |
| Najlepsza gra mobilna/na urządzenie przenośne | Najlepsza gra VR |
| - Pokémon Go – Niantic - Clash Royale – Supercell - Fire Emblem Fates – Intelligent Systems - Monster Hunter Generations – Capcom - Severed – DrinkBox Studios                                                                   | - Rez Infinite – United Game Artists - Batman: Arkham VR – Rocksteady Studios - Eve: Valkyrie – CCP Games - Job Simulator – Owlchemy Labs - Thumper – Drool |
| Najlepsza gra akcji | Najlepsza gra akcji/przygodowa |
| - Doom – id Software - Battlefield 1 – EA DICE - Gears of War 4 – The Coalition - Overwatch – Blizzard Entertainment - Titanfall 2 – Respawn Entertainment                                                                       | - Dishonored 2 – Arkane Studios - Hitman – IO Interactive - Hyper Light Drifter – Heart Machine - Ratchet & Clank – Insomniac Games - Uncharted 4: Kres złodzieja – Naughty Dog |
| Najlepsza gra fabularna (RPG) | Najlepsza gra bijatyka |
| - Wiedźmin 3: Dziki Gon – Krew i wino – CD Projekt Red - Dark Souls III – FromSoftware - Deus Ex: Mankind Divided – Eidos Montréal - World of Warcraft: Legion – Blizzard Entertainment - Xenoblade Chronicles X – Monolith Soft | - Street Fighter V – Capcom - Killer Instinct Season Three – Iron Galaxy - The King of Fighters XIV – SNK - Pokkén Tournament – Bandai Namco Studios |
| Najlepsza gra strategiczna | Najlepsza gra familijna |
| - Civilization VI – Firaxis Games - Fire Emblem Fates – Intelligent Systems - The Banner Saga 2 – Stoic - Total War: Warhammer – Creative Assembly - XCOM 2 – Firaxis Games                                                      | - Pokémon Go – Niantic - Dragon Quest Builders – Square Enix - Lego Gwiezdne wojny: Przebudzenie Mocy – TT Fusion - Ratchet & Clank – Insomniac Games - Skylanders: Imaginators – Toys for Bob |
| Najlepsza gra sportowa/wyścigowa | Najlepsza gra multiplayer |
| - Forza Horizon 3 – Playground Games - FIFA 17 – EA Canada - MLB The Show 16 – San Diego Studio - NBA 2K17 – Visual Concepts - Pro Evolution Soccer 2017 – PES Productions                                                       | - Overwatch – Blizzard Entertainment - Battlefield 1 – EA DICE - Gears of War 4 – The Coalition - Overcooked – Ghost Town Games - Titanfall 2 – Respawn Entertainment - Tom Clancy’s Rainbow Six Siege – Ubisoft Montreal                                                                                       |

### Nagrody fanów
| Najbardziej oczekiwane gry | Najpopularniejszy gracz |
| --- | --- |
| - The Legend of Zelda: Breath of the Wild – by Nintendo EPD - God of War – by Santa Monica Studio - Horizon Zero Dawn – by Guerrilla Games - Mass Effect: Andromeda – by BioWare - Red Dead Redemption 2 – by Rockstar Studios | - Boogie2988 - AngryJoeShow - Danny O'Dwyer - JackSepticEye - Lirik |
| Najlepsza kreacja fanów | Esportowy gracz roku |
| - Enderal: The Shards of Order - Brutal Doom 64 - AM2R - Pokémon Uranium | - Marcelo „Coldzera” David (SK Gaming – Counter-Strike: Global Offensive) - Lee „Faker” Sang-hyeok (SK Telecom T1 – League of Legends) - Hyun „ByuN” Woo (StarCraft II) - Lee „Infiltration” Seon-woo (Team Razer – Street Fighter V) - Juan „Hungrybox” Debiedma (Team Liquid – Super Smash Bros. Melee) |
| Esportowa drużyna roku | Esportowa gra roku |
| - Cloud9 - SK Telecom T1 - Wings Gaming - SK Gaming - ROX Tigers | - Overwatch – Blizzard Entertainment - Counter-Strike: Global Offensive – Valve - Dota 2 – Valve - League of Legends – Riot Games - Street Fighter V – Capcom |

### Nagroda honorowa
Honorową nagrodę w kategorii „Industry Icon Award” otrzymał Hideo Kojima.